# Беленькое (Алтайский край)
Беленькое (Бакур, тат. Бөкер) — село в Угловском районе Алтайском крае. Входит в состав Лаптевского сельсовета.

## История
Основано в 1860 году. В 1928 г. деревня Беленькая состояла из 122 хозяйств, основное население — русские. Центр Беленького сельсовета Угловского района Рубцовского округа Сибирского края.

## Население
| 1926 | 1997 | 1998 | 1999 | 2000 | 2001 | 2002 |
| ---- | ---- | ---- | ---- | ---- | ---- | ---- |
| 549  | ↘381 | ↘380 | ↘378 | ↗398 | ↘397 | ↘382 |
| 2003 | 2004 | 2005 | 2006 | 2007 | 2008 | 2009 |
| ↘363 | ↗366 | ↘360 | ↘356 | ↗357 | ↘343 | ↘293 |
| 2010 | 2011 | 2012 | 2013 |      |      |      |
| ↘269 | ↗272 | ↘268 | ↘267 |      |      |      |